# 鈴木市郎左衛門
鈴木市郎左衛門景観 (すずきいちろうざえもんけいかん、1817年(天保5年) ‐ 1868年(明治元年)8月20日) は幕末の茂庭周防氏の家老、仙台藩松山隊隊長。鈴木一郎左衛門とも。
志田郡松山住。明治元年8月20日、磐城旗巻峠の戦いで戦死（自害）した。

## 生涯
戊辰戦争に際し、自ら松山隊を結成。仙台藩松山隊隊長として、1868年4月頃から仙台湾の警備に当たっていたが、同年8月頃に駒ヶ嶺(現在の福島県新地町)方面での戦闘が激化したのを契機に応援として出動を命ぜられた。
8月20日に松山隊は海沿いの部隊として第二次駒ケ嶺奪回作戦に参加。鈴木自身は一人隊を離れて、坂元(現在の宮城県山元町)の大本営で各隊の隊長と軍議をしていた。
しかしやがて仙台藩が不利になったのを耳にし、自身の隊が心配になったため前線へ向かうが大戸浜へ到着した際に伝令から松山隊含む海沿いの仙台藩の部隊は壊滅したという情報を耳にする。
松山隊士は27名が戦死しており鈴木は責任を取るため、大戸浜観音堂の古松の根元で自害した。享年５１歳。
墓は宮城県仙台市の永昌寺と福島県新地町の大戸浜観音寺共同墓地にある。